# Reinhold Steinhilb
Reinhold Steinhilb (* 26. Februar 1926 in Stuttgart; † 7. August 2005 ebenda) war ein deutscher Radrennfahrer, Radsporttrainer und -funktionär.
Bereits als Jugendlicher war Reinhold Steinhilb als Radsportler aktiv und gewann heimische Rennen in seiner Altersklasse, auf der Straße wie auf der Bahn. Mehrfach wurde er württembergischer Meister. 1943 trat er dem 1. RV Stuttgardia Stuttgart 1886 bei und startete als Jugendlicher mit Sondergenehmigung
in der Amateur-Klasse. Der Zweite Weltkrieg unterbrach seine sportliche Laufbahn, aber schon 1946 beteiligte er sich wieder an ersten Nachkriegsrennen. 1947 wurde er Profi. 
1948 gehörte Steinhilb zum Teilnehmerfeld beim Grünen Band der IRA, einer Vorläuferveranstaltung der Deutschland-Rundfahrt, belegte bei einer Etappe den dritten Platz und wurde 18. in der Gesamtwertung. Er startete für das Radsportteam Rabeneick. Im Jahr 1949 nahm er erneut an diesem Rennen teil, gewann eine Etappe und wurde Dritter in der Endabrechnung. Im selben Jahr gewann er das Eintagesrennen Rund um Berlin. Bei der Deutschland-Rundfahrt 1950 wurde er Gesamtvierter. Ebenfalls 1950 führte er im Einzelrennen bei der Deutschen Straßen-Radmeisterschaften, als ihn 400 Meter vor dem Ziel ein Defekt stoppte und er das Rennen zu Fuß beenden musste. 1951 startete er bei den Weltmeisterschaften im Querfeldein-Rennen in Luxemburg und belegte den 21. Platz
Bei der Deutschland-Rundfahrt 1952 lag Reinhold Steinhilb auf dem sechsten Platz in der Gesamtwertung, als er während der vierten Etappe stürzte und schwere Verletzungen erlitt. Daraufhin beendete er seine aktive Laufbahn. 1952 siegte er im Großen Preis Veith.
In den folgenden Jahren engagierte sich Steinhilb in zahlreichen Sport-Ehrenämtern. Von 1950 bis 1956 war er als Trainer in seinem Verein tätig; von 1957 bis 1970 war er dessen Vorsitzender, aber auch in den Jahren danach blieb er in verschiedenen Vereinsämtern aktiv. Schon ab 1947 organisierte er zudem Radrennen. Für sein Engagement erhielt er zahlreiche Auszeichnungen, zuletzt wurde er 1994 durch die Stadt Stuttgart zum „Sportpionier“ ernannt.